# Crosville-la-Vieille
 Crosville-la-Vieille  là một xã thuộc tỉnh Eure trong vùng Normandie miền bắc nước Pháp.